# Aquilaria filaria
Aquilaria filaria (Oken) Merr. – gatunek należący do rodziny wawrzynkowatych. Występuje naturalnie na terenie Azji Południowo-Wschodniej.

## Rozmieszczenie geograficzne
Rośnie naturalnie na obszarze Indonezji (Irian Zachodni i Moluki) oraz na Filipinach (wyspa Mindanao). Według innych źródeł występuje także w Sandaun, prowincji Papui-Nowej Gwinei.

## Morfologia
PokrójMałe drzewo dorastające do 20 m wysokości. Posiada rozłożysty pokrój. Kora ma szarą lub brązową barwę. Jest błyszcząca. Wydziela silny aromatyczny i przyjemny zapach.
LiścieMają długość 10–20 cm i szerokość 3–5,5 cm. Z wierzchu są ciemnozielone i błyszczące, od spodu natomiast jasnozielone, zielone lub niebieskie. Owłosienie czasami pojawia się na spodzie liści. nie zaobserwowano przylistków.
KwiatyMają 5–7 mm długości i do 10 mm średnicy. Posiadają po 10 pręcików.
OwoceMają 12–15 mm długości. Są żółte, natomiast nasiona mają fioletowo-niebieską barwę.

## Biologia i ekologia
Rośnie w nizinnych lasach na wysokości do 130 m n.p.m.

## Zastosowanie
Drewno tego gatunku nosi handlową nazwę agar (ang. agarwood). Oprócz A. filaria jest ono otrzymywane jeszcze z 15 innych gatunków rodzaju Aquilaria. Drewno bywa często atakowane przez grzyby lub bakterie. Drewno zainfekowane pasożytem wydziela woń – olej ochronny, który występuje na rannych obszarach (korzenie, gałęzie lub pień), które stopniowo stają się twardsze i zmieniają barwę na ciemnobrązową lub czarną.
Agar jest wykorzystywany w produkcji perfum oraz w medycynie tradycyjnej. Ze względu na kosztowny i pracochłonny proces ekstrakcji jest ono bardzo drogie. Minimum 20 kg niskiej jakości drewna żywicznego potrzebne jest do wytworzenia 12 ml oleju agarowego. Najwyższej jakości olej otrzymywany jest z drzew starszych niż 100 lat. Sprzedaż perfum opartych na tym ekstrakcie rośnie z roku na rok. 
Ważnym zastosowaniem drewna tego gatunku jest produkcja kadzidła. Agar jest także afrodyzjakiem, zarówno w postaci olejku, jak i kadzidła. Są to na ogół lokalne zastosowania, ale olej jest również sprzedawany w aptekach wietnamskich do użytku wewnętrznego. W medycynie chińskiej wykorzystuje proszku z drewna w leczeniu marskości wątroby oraz innych dolegliwości. Ma zastosowanie również w leczeniu nowotworów płuc i żołądka.